# Før solen går ned
Før solen går ned er en dansk børnefilm fra 2010 med instruktion og manuskript af Randi Lindeneg.

## Handling
Filmen handler om den 9-årige pige, Anna, der ikke kan forstå, at hendes forældre opfører sig som fjender overfor hinanden i en skilsmissesituation. Annas far vil ikke tale med Annas mor efter hun er flyttet, og det fylder alt i Anna. Hun prøver på forskellige måder at få dem til at tale sammen. Det lykkes til sidst på overraskende vis, og som en krølle på historien får hun et andet stort ønske opfyldt, nemlig at bo i huset/barndomshjemmet og det er far og mor, der skiftes til at flytte ind og ud hver uge.

## Medvirkende
- Dina Piras - Anna
- Thomas Baldus - Annas far
- Sofie Stougaard - Annas mor
- Josefine Münster-Swendsen
- Ole Damkjær
- Mathilde Damkjær
- Ulla Hjorth Nielsen
- Frederik Gren Havmøller